# Saison 2 des Contes de la crypte
Chronologie
Saison 1 Saison 3
Cet article présente le guide de la deuxième saison de la série télévisée Les Contes de la crypte.

## Épisodes

### Épisode 1:La Prophétie
- États-Unis : 21 avril 1990 sur HBO
- France : 31 août 1995 sur M6[1]

- Demi Moore (Cathy Marno)
- Jeffrey Tambor (Charlie Marno)
- Kate Hodge (Sally)
- Natalija Nogulich (Madame Vorna)
- Troy Evans (Al)
- Earl Boen (Monsieur Clayton)

Commentaire
Le film que Charlie et Cathy vont voir au cinéma n'est autre que La Belle et la Bête de Jean Cocteau. Un choix non anodin pour cet épisode où la belle Cathy est contraint de séduire le monstre qu'est Charlie.

### Épisode 2:L'Échange
- États-Unis : 21 avril 1990 sur HBO
- France : 24 août 1995 sur M6[2]

- William Hickey (Carlton Webster)
- Rick Rossovich (Hans / Carlton Webster jeune)
- Kelly Preston (Linda)
- Ian Abercrombie (Fulton)
- Roy Brocksmith (Le docteur)
- Mark Pellegrino (Un punk)

### Épisode 3:Cartes à double tranchants
- États-Unis : 21 avril 1990 sur HBO
- France : 31 août 1995 sur M6[1]

- Lance Henriksen (Reno Crevice)
- Kevin Tighe (Sam Forney)
- Roy Brocksmith (Le tenancier du bar)

### Épisode 4:Jusqu'à ce que la mort…
- États-Unis : 24 avril 1990 sur HBO
- France : 17 août 1995 sur M6[3]

- D. W. Moffett (Logan Andrews)
- Janet Hubert-Whitten (Psyche)
- Pamela Gien (Margaret Richardson)

### Épisode 5:À l'amour, à la mort
- États-Unis : 1er mai 1990 sur HBO
- France : 31 août 1995 sur M6[1]

- Gavan O'Herlihy (Richard)
- Ruth DeSosa (Della)
- Paul Lieber (Alan)

### Épisode 6:La Chose de la tombe
- États-Unis : 8 mai 1990 sur HBO
- France : 3 août 1995 sur M6[4]

- Kyle Secor (Devlin Cates)
- Teri Hatcher (Stacy)
- Miguel Ferrer (Mitch Bruckner)

### Épisode 7:Le Sacrifice
- États-Unis : 15 mai 1990 sur HBO
- France : 17 août 1995 sur M6[3]

- Kevin Kilner (James)
- Kim Delaney (Gloria Fielding)
- Michael Ironside (Jerry)

### Épisode 8:Hurlement nocturne
- États-Unis : 22 mai 1990 sur HBO
- France : 17 août 1995 sur M6[3]

- Lee Arenberg (Marty Slash)
- Katey Sagal (Mademoiselle Kilbasser)
- Iggy Pop (Lui-même)
- Dee Dee Ramone (Guitar Player)
- Sam Kinison (La conscience de Marty Slash)
- Al White (Officier de police)
- John Lafayette (Vieux garde)
- Vince Melocchi (Jeune garde)
- Dean Cleverdon (Le prêtre)
- Richard Stay (Spud)
- Tony Fox Sales (Bass Player)
- Tiffanie Poston (Waitress)
- Joe Restivo (Chief Kabubi)
- Lee Morgan (Stage Manager)
- Mark Lowenthal (Doctor)

### Épisode 9:Le Triangle à quatre côtés
- États-Unis : 29 mai 1990 sur HBO
- France : 20 juillet 1995 sur M6[5]

- Patricia Arquette (Mary Jo)
- Chelcie Ross (George Yates)
- Susan Blommaert (Luisa)

### Épisode 10:Le Pantin ventriloque
- États-Unis : 5 juin 1990 sur HBO
- France : 20 juillet 1995 sur M6[6]

- Bob Goldthwait (Billy Goldman)
- Don Rickles (Monsieur Ingels)

### Épisode 11:Transformation
- États-Unis : 12 juin 1990 sur HBO
- France : 27 juillet 1995 sur M6[7]

- Carol Kane (Judy)
- Brian Kerwin (Donald)
- Frances Bay (La sorcière)

### Épisode 12:Les Pieds du cadavre
- États-Unis : 19 juin 1990 sur HBO
- France : 24 août 1995 sur M6[2]

- Moses Gunn (Oncle Ezra Thornberry)
- Jon Clair (Bobby Thornberry)
- Teddy Wilson (Clyde)

### Épisode 13:Ma femme est monstrueuse
- États-Unis : 26 juin 1990 sur HBO
- France : 3 août 1995 sur M6[4]

- Cynthia Gibb (Lorelei Phelps)
- Harry Anderson (Jim Korman)
- Colleen Camp (Madame Mildred Korman)
- Richard Schiff (Lester Middleton)

### Épisode 14:L'Enterrée vivante
- États-Unis : 3 juillet 1990 sur HBO
- France : 24 août 1995 sur M6[2]

- Jeff Yagher (Enoch, l'homme aux deux visages)
- Lewis Arquette (Ernest Feeley)
- Stefan Gierasch (Monsieur Sickles
- Mark Rolston (Docteur Zachary Cling)
- Kenneth White (Le Shériff)

### Épisode 15:Curiosité fatale
- États-Unis : 10 juillet 1990 sur HBO
- France : 20 juillet 1995 sur M6[8]

- Richard Thomas (Docteur Trask)
- Patricia Clarkson (Suzy)
- Reed Birney (Paul)

### Épisode 16:Terreur en direct
- États-Unis : 17 juillet 1990 sur HBO
- France : 27 juillet 1995 sur M6[7]

- Morton Downey Jr. (Horton Rivers)
- Michael Harris (Trip)
- Dorothy Parke (Sam)

### Épisode 17:Les Frères siamois
- États-Unis : 24 juillet 1990 sur HBO
- France : 27 juillet 1995 sur M6[7]

- Timothy Stack (Frank)
- Jonathan Stark (Eddie)
- Jessica Harper (Marie)

### Épisode 18:Le Secret
- États-Unis : 31 juillet 1990 sur HBO
- France : 3 août 1995 sur M6[4]

- Grace Zabriskie (Madame Colbert)
- Larry Drake (Tobias)
- William Frankfather (Monsieur Colbert)
- Stella Hall (Miss Heather)